# Le Chevalier mystérieux
Pour plus de détails, voir Fiche technique et Distribution.
Le Chevalier mystérieux (titre original : Il cavaliere misterioso) est un film italien réalisé par Riccardo Freda, sorti en 1948.

## Synopsis
Giacomo Casanova est de retour à Venise (bien qu'il y soit hors-la-loi) pour aider son frère Antonio, accusé d'avoir volé des documents à la dogaresse. Il découvre que ces papiers ont en fait été dérobés par une société secrète, agissant pour le compte de l'impératrice Catherine II de Russie, laquelle voudrait exercer une emprise sur la ville...

## Fiche technique
- Titre : Le Chevalier mystérieux
- Titre original : Il Cavaliere misterioso
- Réalisation : Riccardo Freda
- Scénario : Riccardo Freda, Steno (crédité Stefano Vanzina) et Mario Monicelli
- Photographie : Rodolfo Lombardi, assisté de Guglielmo Lombardi
- Musique : Alessandro Cicognini
- Décors : Piero Filippone
- Direction artistique et costumes : Vittorio Nino Novarese
- Montage : Otello Colangeli
- Producteur : Dino De Laurentiis, pour la Lux Film
- Genre : Mélodrame - noir et blanc - 91 min
- Dates de sorties : 
  -  Italie : 1er novembre 1948
  -  France : 9 novembre 1951

## Distribution
- Vittorio Gassman  (V.F : Marc Valbel) : Giacomo Casanova
- Maria Mercader : Elisabeth
- Yvonne Sanson : Catherine II de Russie
- Gianna Maria Canale  (V.F : Paula Dehelly) : la comtesse Lehmann
- Elli Parvo  (V.F : Lita Recio) : la dogaresse
- Antonio Centa : le comte Polsky
- Alessandra Mamis (créditée Sandra Mamis) : la comtesse Itapieff
- Hans Hinrich (crédité Giovanni Hinrich)  (V.F : Richard Francoeur) : le grand inquisiteur
- Dante Maggio : Gennaro
- Guido Notari  (V.F : Jean-Henri Chambois) : le chef de la police
- Vittorio Duse: Antonio Casanova
- Aristide Garbini : l'aubergiste
- Tino Buazzelli : Josef
- Aldo Nicodemi : le comte Orloff
- Renato Valente : un officier de la garde
- Anna Maria Canali
- Amerigo Santarelli: un garde avec Josef
- Franco Balducci : un conjuré